# Starkoč
Starkoč település Csehországban, a Kutná Hora-i járásban. Starkoč Semtěš, Podhořany u Ronova, Bílé Podolí, Vinaře és Vrdy településekkel határos. Lakosainak száma 154 fő (2024. január 1.).

## Népesség
A település lakosságának változását az alábbi diagram mutatja:
| Lakosok száma | 543  | 574  | 510  | 305  | 171  | 112  | 122  | 133  | 140  | 154  |
|               | 1869 | 1900 | 1921 | 1961 | 1980 | 2011 | 2016 | 2019 | 2021 | 2024 |